# 萨尔萨德格拉纳迪利亚
萨尔萨德格拉纳迪利亚，是西班牙埃斯特雷马杜拉卡塞雷斯省的一个市镇。总面积134平方公里，总人口1836人（2001年），人口密度14人/平方公里。